# ТЕС Зав'єт-Кунта
27°14′35″ пн. ш. 0°10′30″ зх. д. / 27.24306° пн. ш. 0.17500° зх. д.
ТЕС Зав'єт-Кунта (Zaouiet Kounta) – теплова електростанція в центральній частині Алжиру, майданчик якої розташований приблизно посередині між оазами Адрар та Регган.
Між 2013 та 2016 роками на майданчику станції ввели в дію встановлені на роботу у відкритому циклі газові турбіни:
- чотири від компанії Pratt & Whitney типу FT8 потужністю по 23 МВт;
- чотири переміщені з ТЕС Фкіріна турбіни виробництва General Electric типу TM2500 потужністю по 25 МВт.
Варто відзначити, що в спекотних умовах Сахари потужність турбін суттєво відрізняється від номінальної, тому загальну потужність ТЕС могли визначати як 148 МВт, а одиничну потужність TM2500 як 17 МВт.
В 2021-му дві турбіни TM2500 демонтували для переміщення на ТЕС Регган.
Як паливо використовують природний газ, що надходить по трубопроводу Сбаа – Адрар – Регган.